# Cantone di Gourdon
Il Cantone di Gourdon è una divisione amministrativa dell'arrondissement di Gourdon e dell'arrondissement di Cahors.
A seguito della riforma approvata con decreto del 13 febbraio 2014, che ha avuto attuazione dopo le elezioni dipartimentali del 2015, è passato da 10 a 18 comuni.

## Composizione
I 10 comuni facenti parte prima della riforma del 2014 erano:
- Anglars-Nozac
- Gourdon
- Milhac
- Payrignac
- Rouffilhac
- Saint-Cirq-Madelon
- Saint-Cirq-Souillaguet
- Saint-Clair
- Saint-Projet
- Le Vigan

Dal 2015 i comuni appartenenti al cantone sono i seguenti 18:
- Anglars-Nozac
- Cazals
- Dégagnac
- Gindou
- Gourdon
- Lavercantière
- Léobard
- Marminiac
- Milhac
- Payrignac
- Rampoux
- Rouffilhac
- Saint-Cirq-Madelon
- Saint-Cirq-Souillaguet
- Saint-Clair
- Saint-Projet
- Salviac
- Le Vigan